# SuperLiga
La SuperLiga est une compétition de football disparue organisée conjointement par l'USSF (United States Soccer Federation) et la FMF (Federación Mexicana de Fútbol Asociación) et oppose des équipes des deux championnats nationaux de la NAFU, la Major League Soccer et la Primera Divisiòn Mexicana.
Cette compétition, créée en 2007, est l'équivalente de la Copa Interclubes UNCAF et du Championnat de la CFU des clubs pour la zone nord-américaine de la CONCACAF. Sa dernière édition a lieu en 2010.

## Histoire
Cette compétition est créée en 2007 avec comme objectif de devenir une ligue des champions d'Amérique du Nord. Lors de la première édition, les huit équipes participantes se sont présentées sur invitation, quatre équipes américaines et quatre équipes mexicaines. À partir de 2008, l'USSF envoie les quatre meilleures équipes du classement régulier de la saison précédente de Major League Soccer et le Mexique envoie les quatre derniers vainqueurs des tournois semestriels. Cependant, à cause de la surcharge du calendrier occasionnée par la participation des meilleurs clubs américains à la Ligue des champions de la CONCACAF et à la SuperLiga, la fédération américaine décide à partir de 2009 d'envoyer seulement les quatre meilleurs clubs non qualifiés pour la Ligue des champions. La compétition est abandonnée en 2010.

## Format
Le format de la compétition se présente comme suit :
- une phase de groupes : deux groupes de quatre équipes (2 américaines et 2 mexicaines) qui s'affrontent une seule fois. Les deux meilleures équipes de chaque groupe sont qualifiées pour la suite de la compétition.
- la phase finale : demi-finales et finale jouées sur un seul match.

Le vainqueur de cette finale est déclaré champion d'Amérique du Nord.

## Qualification
Les équipes suivantes sont qualifiées pour la compétition :
- Les quatre derniers vainqueurs des Tournois mexicains non qualifiées pour la Ligue des champions de la CONCACAF.
- Les quatre équipes les mieux classées de la Major League Soccer non qualifiées pour la Ligue des champions de la CONCACAF.

## Palmarès
| Année        | Vainqueur              | Finaliste              | Score                |
| 2007 Détails | CF Pachuca             | Los Angeles Galaxy     | 1 - 1 (4 t.a.b. à 3) |
| 2008 Détails | New England Revolution | Houston Dynamo         | 2 - 2 (6 t.a.b. à 5) |
| 2009 Détails | Tigres UANL            | Chicago Fire           | 1 - 1 (4 t.a.b. à 3) |
| 2010 Détails | CA Monarcas Morelia    | New England Revolution | 2 - 1                |

## Bilans
| Équipe                 | Victoires |
| CF Pachuca             | 1 (2007)  |
| New England Revolution | 1 (2008)  |
| Tigres UANL            | 1 (2009)  |
| CA Monarcas Morelia    | 1 (2010)  |

| Nation     | Victoires            |
| Mexique    | 3 (2007, 2009, 2010) |
| États-Unis | 1 (2008)             |